# Menasco Pirate
Menasco Pirate — серия американских поршневых рядных перевёрнутых четырёхцилиндровых авиадвигателей воздушного охлаждения, разработанных и производившихся в 1930—1940-х годах фирмой Menasco Motors Company, город Бе́рбанк, штат Калифорния. Применялись преимущественно в лёгкой и спортивной авиации. У моделей с наддувом в названии имелась литера «S» (от англ. supercharged — оснащённый нагнетателем).
Компанией выпускалась также серия аналогичных 6-цилиндровых двигателей, Menasco Buccaneer.

## Модификации
Menasco A-4 Pirate (также Menasco 4A)
90 л. с.
Menasco B-4 Pirate
95 л. с.
Menasco C-4 Pirate (военное обозначение L-365)
125 л. с. сжатие 5,8: 1, вес 136 кг
Menasco Pirate C-4S
Нагнетатель, 150 л. с.
Menasco D-4 Pirate
125 л. с., сжатие 5,5:1, вес 141 кг
Menasco D-4-87 Super Pirate
134 л. с., сжатие 6:1, вес 140 кг
Menasco L-365-1Военное обозначение C4-4LA
Menasco L-365-3Схож с L-365-1, но другие головки цилиндров, система смазки и карбюратор.

## Применение
США
- Aeroneer 1-B
- Great Lakes 2T-1MS
- Fairchild 22 C7B
- Ryan ST
- Stearman-Hammond Y-1
- Fairchild 24 C8B — Menasco C-4 Pirate

 Канада
- de Havilland Canada DH.82C Menasco Moth (построено 136)

 Великобритания
- Willoughby Delta 8

 Латвия
- VEF I-17